# 孟竹
孟竹（学名：Dendrocalamopsis bicicatricata）为禾本科绿竹属下的一个种。

## 扩展阅读
- 維基物種上的相關：孟竹